# Kapkirche
Die Evangelisch-Lutherische Kirche in Südafrika (Kap) (englisch Evangelical Lutheran Church in Southern Africa, Cape Church) ist eine von mehreren lutherischen Kirchen in Südafrika und auch als Kapkirche  bekannt. Sie ist Mitglied im Lutherischen Weltbund und im Südafrikanischen Kirchenrat. Ihr Bischof ist zurzeit Gilbert Filter. 

## Gliederung
Gegenwärtig ist die Kapkirche in zwei Bezirke mit insgesamt 22 Gemeinden aufgeteilt und hat etwa 5.000 Mitglieder (Stand 2010). Weitere lutherische Kirchen in Südafrika sind die Evangelisch-Lutherische Kirche im Südlichen Afrika, die Evangelisch-Lutherische Kirche im Südlichen Afrika (Natal-Transvaal), die Brüder-Unität in Südafrika, die Freie Evangelisch-Lutherische Synode in Südafrika und die Lutherische Kirche in Südafrika.

## Geschichte
Von ihren Ursprüngen her ist die Kapkirche eine deutschsprachige Kirche, auch wenn heutzutage Englisch und Afrikaans das Deutsche weitgehend verdrängt haben. 1893 empfahl der Zellerfelder Superintendent Emil Petri bei einer Visitation den von niedersächsischen Auswanderern gegründeten Gemeinden einen Anschluss an die Evangelisch-lutherische Landeskirche Hannovers. Nach Zustimmung der Landeskirche unterstellten sich die seit 1895 zu einer Synode zusammengeschlossenen Gemeinden der Aufsicht des damaligen hannoverschen Landeskonsistoriums. Pastoren der Kapkirche wurden durch die hannoversche Landeskirche gestellt. Beschlüsse der Synode mussten durch das Landeskonsistorium bzw. das spätere Landeskirchenamt bestätigt werden. 1952 unternahm Landesbischof Hanns Lilje eine Visitationsreise zu den südafrikanischen Gemeinden.
1961 wurde die Kapkirche von Hannover getrennt und verselbständigt.

## Gesangbuch
In der Kapkirche wurde 1994 die hannoversche Ausgabe des Evangelischen Kirchengesangbuchs eingeführt.